# Maria Amélia de Bourbon-Duas Sicílias
Maria Amélia Teresa de Bourbon (em italiano: Maria Amalia Teresa di Borbone; Caserta, 26 de abril de 1782 – Esher, 24 de março de 1866) foi a esposa do rei Luís Filipe I e Rainha Consorte dos Franceses de 1830 até a deposição de seu marido em 1848. Politicamente, ela não exerceu nenhuma influência. Após a abolição da monarquia na Revolução de Fevereiro de 1848, ela fugiu com o o marido para a Inglaterra, onde enviuvou em 1850 e permaneceu exilada até sua morte.

## Início de vida

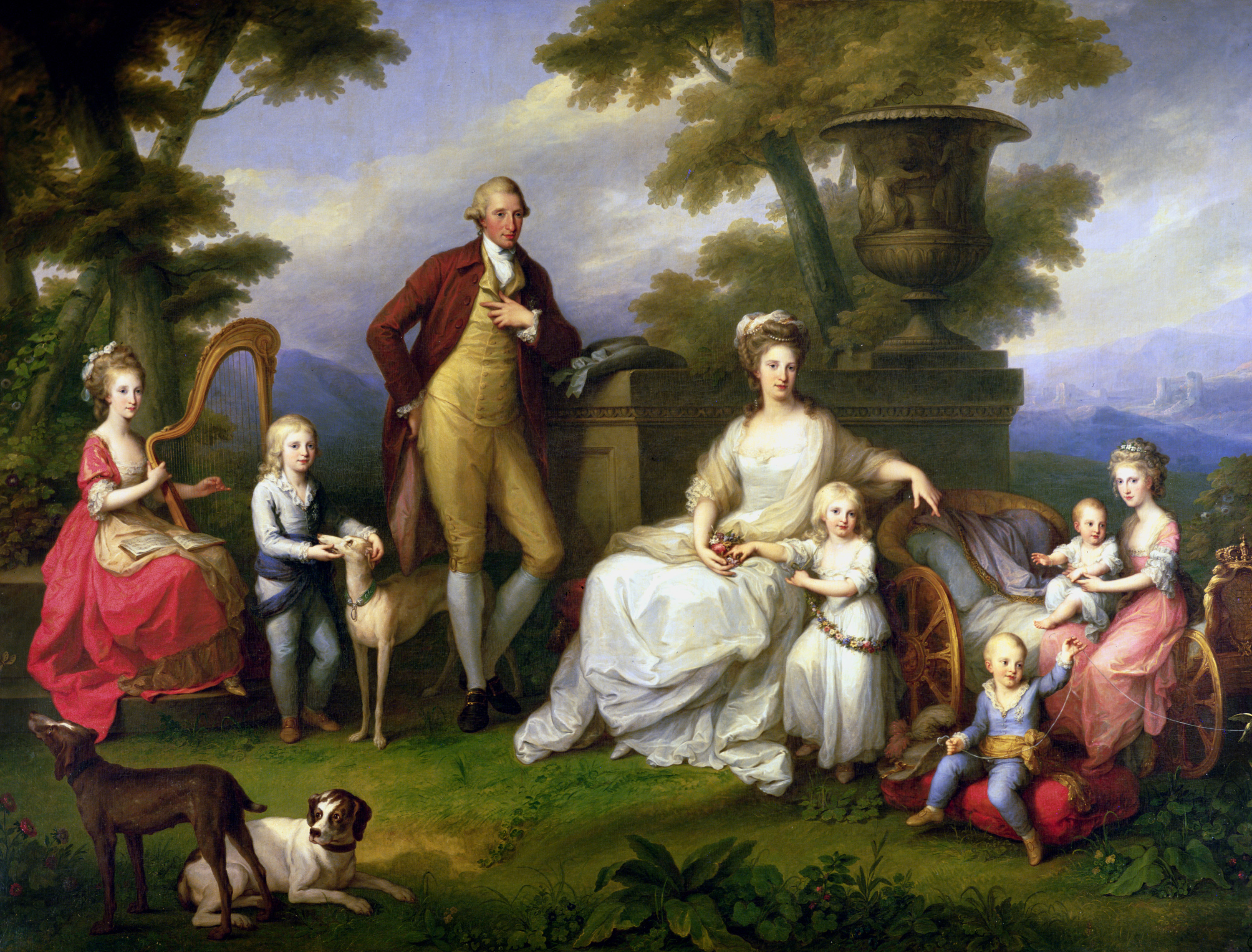
A família de Fernando IV de Nápoles (Maria Amélia é retratada ainda bebê na pintura)
Por Angelika Kauffmann, 1783

Maria Amélia era filha do rei Fernando I das Duas Sicílias (na época de seu nascimento, seu pai era conhecido como Fernando IV de Nápoles) e da arquiduquesa Maria Carolina da Áustria e, portanto, neta materna da celébre imperatriz Maria Teresa. Nascida em 26 de abril de 1788 no Palácio de Caserta, nas proximidades de Nápoles, ela foi criada de forma muito religiosa. Na família, ela era chamada de Santa na juventude. Quando criança, a mãe de Maria Amélia e sua tia, Maria Antonieta, arranjaram seu noivado com o filho da rainha francesa, Luís José, delfim da França, seu primo; casamento que não se veio a concretizar em decorrência da morte do jovem delfim em 1789. Madame d'Ambrosio foi a responsável por sua educação. Ela passou a maior parte de sua infância em Palermo, na Sicília, onde ela e sua família se refugiaram e viveram sob proteção britânica durante a ocupação da península itálica pelas tropas de Napoleão Bonaparte em 1798-99 e 1806-14. De 1800 a 1802, ela residiu com a mãe na corte vienense. A morte de sua tia Maria Antonieta durante a Revolução Francesa e as subsequentes ações dramáticas de sua mãe marcaram sua memória.

## Casamento
Em 1808, Maria Amélia foi escolhida como noiva do duque de Orleães, de 34 anos, que vivia no exílio e se tornaria rei dos franceses em 1830. Seu noivo era filho de "Filipe Igualdade" (Philippe Égalité, que foi guilhotinado durante o Período do Terror na Revolução Francesa, e de sua esposa Luísa Maria Adelaide de Bourbon. O projeto de casamento foi realizado com a aprovação do governo britânico. Este último esperava ganhar mais influência sobre a política dos Bourbons que governavam a Sicília, já que a mãe de Maria Amélia, a rainha Maria Carolina, a verdadeira força política dominante na corte napolitana, não era muito anglófila. As expectativas britânicas posteriormente lograram sucesso.
Dois dias após sua chegada a Palermo, em 20 de junho de 1808, o duque de Orleães foi apresentado à sua futura esposa, Maria Amélia. Embora o casamento planejado tenha sido definitivamente decidido naquele momento, ele não ocorreu a princípio porque o duque, como líder militar, queria apoiar a luta dos rebeldes espanhóis contra as tropas de ocupação francesas. Ele esperava se destacar como um general bem-sucedido contra o imperador Napoleão e assim ganhar mais destaque político. Em 4 de julho de 1808, Maria Amélia anotou em seu diário que seu noivo queria ir imediatamente para Gibraltar para liderar os rebeldes e restabelecer o rei legítimo. Entretanto, o governo britânico pôs fim aos seus planos ambiciosos. Seu casamento com Maria Amélia somente ocorreu em 25 de novembro de 1809, em Palermo. Também estavam presentes nesta cerimônia dois parentes do duque de Orleães que viajaram para Palermo com este propósito, a saber, sua mãe Luísa Maria Adelaide e sua irmã Madame Adelaide. Ao passo que o rei Jorge III do Reino Unido concordou imediatamente com o casamento em 7 de novembro de 1809, o chefe dos Bourbons, o futuro rei francês Luís XVIII, somente comunicou sua permissão por carta posteriormente em abril de 1810. 

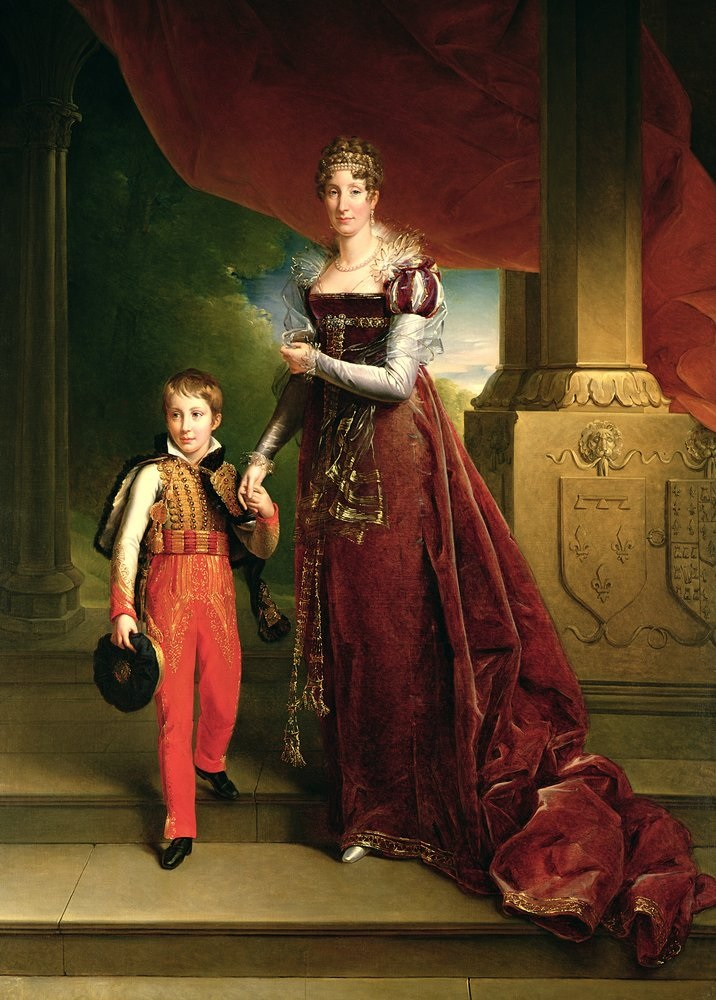
Maria Amélia, duquesa de Orleães com seu filho, o duque de Chartres
Por François Gérard, 1818

Durante os primeiros anos do seu casamento, Maria Amélia e Luís Filipe viveram sob protecção britânica em Palermo, num palácio que lhes foi oferecido pelo seu pai, o Palazzo Orléans. O casamento de Maria Amélia e Luís Filipe foi muito feliz. O casal gostava muito um do outro, e Maria Amélia sempre apoiou todos os planos do marido. Entre 1810 e 1824, ela lhe deu dez filhos sobreviventes, oito dos quais atingiram a idade adulta:
- Fernando Filipe (1810–1842), duque de Orleães, casou-se com a duquesa Helena de Mecklemburgo-Schwerin;
- Luísa Maria (1812–1850), casou-se com o rei Leopoldo I da Bélgica;
- Maria (1813–1839), casou-se com o duque Alexandre de Württemberg;
- Luís (1814–1896), duque de Némours, casou-se com a princesa Vitória de Saxe-Coburgo-Koháry;
- Francisca (1816–1818), morreu na infância;
- Clementina (1817–1907), casou-se com o príncipe Augusto de Saxe-Coburgo-Gota;
- Francisco (1818–1900), príncipe de Joinville, casou-se com a princesa Francisca do Brasil;
- Carlos, duque de Penthièvre (1820–1828), morreu na infância;
- Henrique (1822–1897), duque de Aumale, casou-se com a princesa Carolina Augusta das Duas Sicílias;
- Antônio (1824–1890), duque de Montpensier, casou-se com a infanta Luísa Fernanda da Espanha.

## Vida como duquesa
Durante a primeira restauração Bourbon após a queda de Napoleão, Maria Amélia acompanhou o marido à França em setembro de 1814 com seus três filhos, que ela havia dado à luz em Palermo. Ela chegou a Paris em 22 de setembro. Na França, ela deu à luz seu segundo filho varão, Luís, em 25 de outubro de 1814. Quando Napoleão retornou à França, na sequência da fuga de Elba, no início de março de 1815, para retomar o poder, surgiu uma disputa entre Luís Filipe e o rei Luís XVIII. Às diferenças sobre as medidas defensivas a serem tomadas. Na opinião do duque, Maria Amélia e seus filhos estavam em perigo devido ao avanço de Napoleão e deveriam ir para a Inglaterra para se protegerem. Sem obter a permissão do rei, Luís Filipe tomou as medidas necessárias para que Maria Amélia e seus filhos pudessem deixar sua residência, o Palácio Real em Paris, para Londres na noite de 12 para 13 de março. Ela somente encontrou o marido novamente quando ele também chegou à capital inglesa em 4 de abril de 1815. Enquanto isso, Napoleão retomou o poder na França e governou por cem dias.
Maria Amélia viveu com o marido e os filhos na Orléans House, em Twickenham, por dois anos. Após a abdicação final de Napoleão, a segunda restauração Bourbon ocorreu em 1815. Por causa de sua atitude crítica em relação a Luís XVIII e sua política, Luís Filipe e sua família permaneceram inicialmente na Inglaterra. Somente em fevereiro de 1817 ele retornou a Paris. Dois meses depois, Maria Amélia e os filhos também se mudaram definitivamente para a capital francesa, onde ela chegaram em 16 de abril de 1817. Nos anos seguintes, a duquesa viveu principalmente no Palácio Real em Paris, em Vernon ou em Neuilly-sur-Seine. Durante esse período, sua principal preocupação era criar os filhos.

## Rainha dos Franceses
Os anos entre 1825 e 1830 eram de felicidade doméstica para Maria Amélia. Entretanto, por 1830 seu marido era fora do favor com o rei. Eles também estavam à beira de outra revolução. Logo, o Partido Liberal Constitucional, que tinha uma imensa maioria, olhou para o marido de Maria Amélia como a solução. Maria Amélia passou muito tempo em oração. As crianças foram enviadas para Villiers Coterets, enquanto Maria Amélia e sua cunhada permaneceram em Neuilly. Enquanto sua cunhada era a favor do duque tomar a coroa, Maria Amélia foi inflexível que ele era um homem honesto e não faria nada contra o rei. O rei acabou abdicando em favor do filho de nove anos do duque de Berry e nomeou o marido de Maria Amélia como tenente-general do Reino e regente. Seu filho, o Delfim, também assinou o documento 20 minutos depois. No entanto, o marido de Maria Amélia eventualmente aceitou a coroa para si mesmo depois que ele concordou em aceitar uma constituição. Maria Amélia ficou horrorizada, e ela soluçou: "Que catástrofe. Eles vão chamar meu marido de usurpador!" Ela e seus filhos eventualmente viajaram para Paris, embora as pessoas comentassem sobre seu rosto desenhado e seus olhos vermelhos. Em [[agosto de 1830, seu marido foi declarado "Rei dos Franceses pela Vontade do Povo", ao invés de "Rei da França pela Graça de Deus." Maria Amélia não tinha uma declaração oficial como Rainha dos Franceses, mas ela foi posteriormente referida como rainha. Mais tarde, ela disse: "Visto que pela vontade de Deus esta Coroa de Espinhos foi colocada sobre nossas cabeças, devemos aceitá-la e os deveres que ela implica."

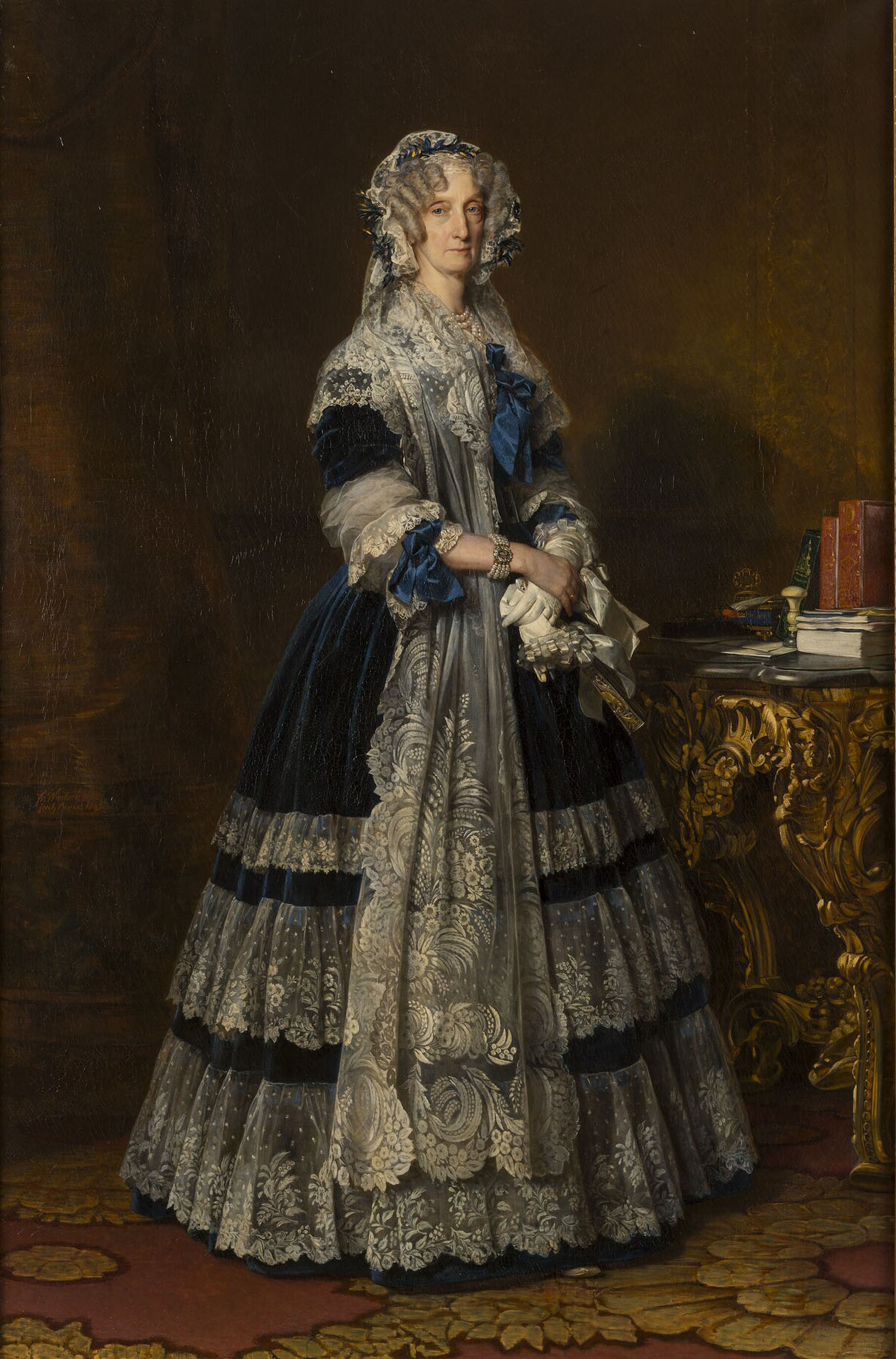
Maria Amélia, rainha dos Franceses
Por Franz Xaver Winterhalter, 1842

O rei Bourbon exilado e sua família foram para a Inglaterra enquanto Maria Amélia e seu marido relutantemente assumiram seu novo papel. Seu marido continuou a afirmar que ele só aceitou a coroa para salvar o país da anarquia, mas levou algum tempo antes que os assuntos fossem realmente resolvidos. A cidade estava inquieta, e a família finalmente se estabeleceu em Tulherias onde seu marido tinha um fosso cavado sob suas janelas, dizendo: "Não pretendo que os ouvidos da minha mulher sejam poluídos com os horrores que Maria Antonieta teve de suportar quando o povo tinha a entrada para os jardins e podia aproximar-se das janelas." Por toda parte, Maria Amélia foi elogiada por sua coragem. A maior alegria de sua vida era sua família, e logo se estabeleceram em uma rotina. Seus dois filhos mais velhos entraram no exército, enquanto o terceiro entrou na marinha. Ao seu segundo filho foi também oferecida a Coroa da Bélgica, mas ele recusou, e acabou por ir para o Príncipe Leopoldo de Saxe-Coburgo-Gota, que se casaria com a sua filha mais velha, Luísa, em 1832. A rotina de Maria Amélia consistia em levantar-se cedo, fazer seu toilette e abrir sua correspondência. Ela então ouvia a missa e tomava café da manhã com a família. Ela então se sentava e trabalhava com suas filhas, e, eventualmente, nora, em bordados até o meio-dia. Ela então realizou audiências antes de continuar a trabalhar com suas secretárias em petições e obras de caridade. Em um ponto, ela doou 400 000 francos de sua renda privada de 500 000 francos para caridade.
Maria Amélia continuou a viver feliz com o marido, sem interferir em assuntos políticos. Ela tinha voz ativa nos casamentos de seus filhos, mas teve que lidar com a hostilidade das grandes casas governantes europeias em relação aos casamentos com a nova dinastia francesa. A rainha também se dedicou intensamente a obras de caridade. Até mesmo as partes hostis à corte tinham pouco a censurar; mas eles criticaram, por exemplo sua grande piedade. Em 1839, Maria Amélia lamentou profundamente a morte de sua segunda filha, Maria de Orleães, e esteve presente na morte de seu filho mais velho, Fernando Filipe, Duque de Orleães, causada por um acidente de carruagem em 1842. No entanto, ela, assim como seu marido, ficaram satisfeitos com as duas visitas da rainha Vitória do Reino Unido em 1843 e 1845, porque ao menos a monarca de uma grande potência europeia desistiu da atitude anteriormente reservada das casas governantes estabelecidas em relação ao casal real francês.

## Exílio e morte

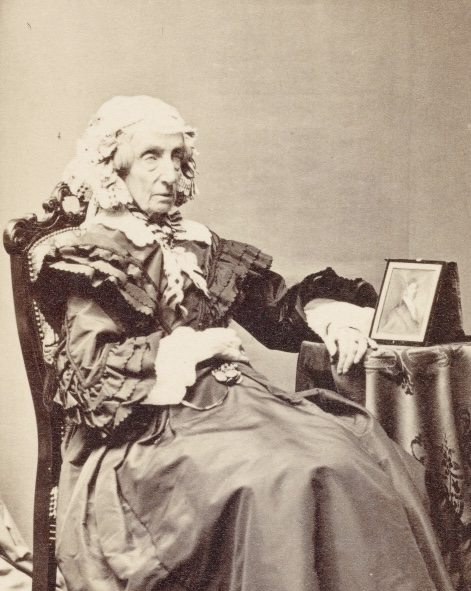
Daguerreótipo de Maria Amélia em seus últimos anos.

A eclosão da Revolução de Fevereiro de 1848 levou à derrubada de Luís Filipe. Ele teve que fugir, acompanhado de Maria Amélia. Vários membros da família se juntaram ao casal real destronado em sua fuga de Paris, incluindo Luís, duque de Némours e sua esposa Vitória de Saxe-Coburgo-Koháry com seus filhos. Em 24 de fevereiro, os que partiram foram levados das Tulherias via Saint-Cloud para Versalhes e finalmente chegaram a Dreux. No dia seguinte, souberam da proclamação da Segunda República Francesa, momento em que Luís Filipe decidiu fugir para a Inglaterra. Portando passaportes falsos emitidos pelo subprefeito de Dreux, nos quais Maria Amélia era chamada de "Sra. Lebrun", eles viajaram para Le Havre, onde chegaram em 1 de março. Dois dias depois, eles chegaram à cidade portuária de Newhaven a bordo de um navio a vapor britânico, onde atracaram em solo inglês e seguiram para a Casa Claremont, no Condado de Surrey, que pertencia ao seu genro Leopoldo I da Bélgica e que a rainha Vitória deu ao casal real deposto como sua residência vitalícia.
Quando Luís Filipe ficou gravemente doente em agosto de 1850, Maria Amélia conseguiu persuadi-lo a se confessar e receber a extrema-unção. Pouco tempo depois, Maria Amélia ficou viúva. Ela continuou a residir em Claremont e certamente desejava reconciliar sua família com o ramo mais antigo dos Bourbons, mas tais esforços falharam devido aos interesses divergentes dos dois ramos. A rainha viúva também teve que suportar mais mortes de familiares. Ela fez várias viagens ao continente europeu, incluindo Bélgica, Alemanha, Itália e Espanha. Maria Amélia morreu em 24 de março de 1866, aos 83 anos, no exílio na Casa Claremont. Somente dez anos depois, em junho de 1876, a situação política na França permitiu que seus restos mortais foram transferidos para o cemitério dos Orleães, na capela real de Dreux, em concordância com seu testamento.

## Legado
Ela foi apelidada de "avó da Europa" (Grand-mère de l'Europe) e entre seus netos estavam também os reis Leopoldo II da Bélgica e Fernando I da Bulgária, a rainha Maria das Mercedes da Espanha e a imperatriz Carlota do México, neta favorita de Maria Amélia que se correspondia regularmente com a avó enquanto estava no México.